# Kamienica przy ulicy Lwowskiej 4 w Krakowie
Kamienica przy ulicy Lwowskiej 4 – zabytkowa kamienica znajdująca się w Krakowie, w dzielnicy XIII, w Podgórzu.
Kamienica została wzniesiona w latach 1886–1888 według projektu architekta Stanisława Serkowskiego. W 1899 roku budynek został nadbudowany i wybudowano jego oficynę. Około 1965 roku odbył się remont kamienicy.
Budynek został wpisany do gminnej ewidencji zabytków. Znajduje się na obszarze Podgórza, którego układ urbanistyczny został wpisany 26 października 1981 do rejestru zabytków.